# Noccaea rivalis
Noccaea rivalis är en korsblommig växtart som först beskrevs av Karel Presl, och fick sitt nu gällande namn av Friedrich Karl Meyer. Noccaea rivalis ingår i släktet backskärvfrön, och familjen korsblommiga växter. Inga underarter finns listade i Catalogue of Life.